# Tetracnemus longipedicellus
Tetracnemus longipedicellus är en stekelart som beskrevs av Xu 2000. Tetracnemus longipedicellus ingår i släktet Tetracnemus och familjen sköldlussteklar. Inga underarter finns listade i Catalogue of Life.